# Bougado (São Martinho e Santiago)
Bougado (São Martinho e Santiago) (llamada oficialmente União das Freguesias de Bougado (São Martinho e Santiago)) es una freguesia portuguesa del municipio de Trofa, distrito de Oporto.

## Historia
Fue creada el 28 de enero de 2013 en aplicación de una resolución de la Asamblea de la República de Portugal promulgada el 16 de enero de 2013 con la unión de las freguesias de Santiago de Bougado y São Martinho de Bougado, pasando su sede a estar situada en la antigua freguesia de São Martinho de Bougado.

## Demografía
| Gráfica de evolución demográfica de Bougado (São Martinho e Santiago) entre 2011 y 2021 |
|                                                                                         |
| Datos según el nomenclátor publicado por el INE portugués.                              |